# Focus (processeur)
Pour les articles homonymes, voir Focus.

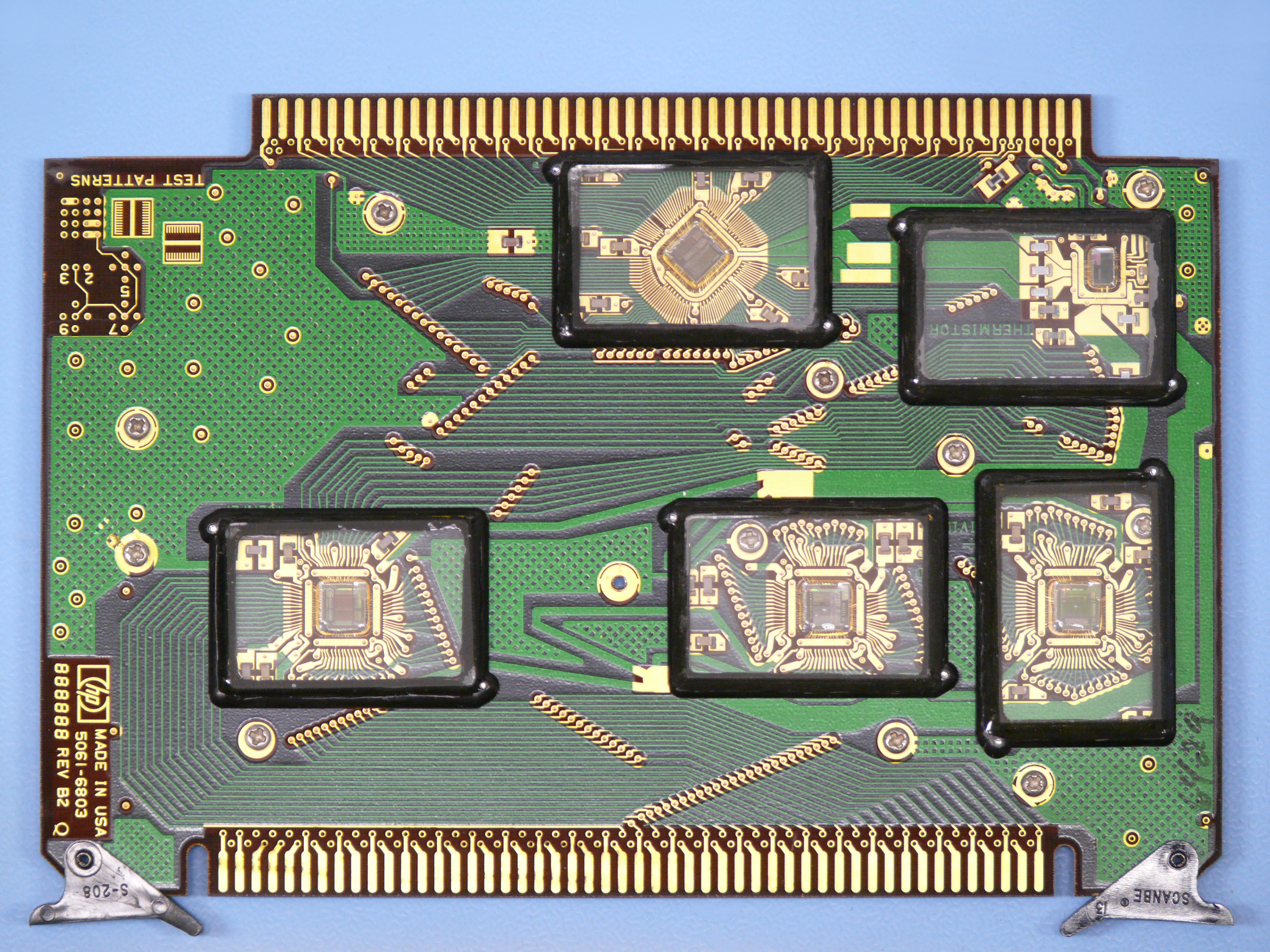
Image du HP9000

Focus est le premier microprocesseur 32 bits au monde. Lancé par Hewlett-Packard en 1982, il se présente sous la forme d'un boîtier unique, alors que les autres processeurs 32 bits de l'époque occupent une carte électronique entière (plusieurs puces).
Il s'agit d'une machine à pile ; ainsi, il ne possède aucun registre mémoire d'usage général visible pour le programmeur. Il propose 220 instructions (certaines codées sur 32 bits, d'autres sur 16 bits) et un modèle de mémoire utilisant des segments.
Ce microprocesseur, ainsi que des composants annexes de la même série (processeur d'entrées/sorties, unité de gestion mémoire, mémoire RAM et module d'horloge), a été utilisé sur les stations et les serveurs HP 9000 Series 500.

## Source
- Article sur l'architecture du Focus/HP 9000/500